# Cantonul Plabennec
Cantonul Plabennec este un canton din arondismentul Brest, departamentul Finistère, regiunea Bretania, Franța.

## Comune
- Bourg-Blanc
- Coat-Méal
- Le Drennec
- Kernilis
- Kersaint-Plabennec
- Lanarvily
- Loc-Brévalaire
- Plabennec (reședință)
- Plouvien